# Wegwielrennen op de Paralympische Zomerspelen 2020 - Tijdrit vrouwen H4–5
De tijdrit vrouwen H4–5 bij het wegwielrennen tijdens de XVIe Paralympische Zomerspelen, vond plaats op de Fuji Speedway een racecircuit in de Japanse prefectuur Shizuoka. Deze combinatieklasse (H4–5) onder classificatie H is voor fietssters die beperkingen hebben aan de benen en/of romp, en daarom gebruik maken van een handbike.

## Uitslag
| #      | renster             | renster | Klasse | tijd     | tijd      |
| ------ | ------------------- | ------- | ------ | -------- | --------- |
| Goud   | Oksana Masters      | USA     | H5     | 45:40.05 |           |
| Zilver | Sun Bianbian        | CHN     | H5     | 47:26.53 | +1:46.48  |
| Brons  | Jennette Jansen     | NED     | H4     | 48:45.69 | +3:05.64  |
| 4      | Chantal Haenen      | NED     | H5     | 49:15.28 | +3:35.23  |
| 5      | Andrea Eskau        | GER     | H5     | 50:10.19 | +4:30.14  |
| 6      | Katia Aere          | ITA     | H5     | 50:40.24 | +5:00.19  |
| 7      | Ana Maria Vitelaru  | ITA     | H5     | 50:58.69 | +5:18.64  |
| 8      | Sandra Stöckli      | SUI     | H4     | 52:44.91 | +7:04.86  |
| 9      | Svetlana Moshkovich | RPC     | H4     | 52:47.14 | +7:07.09  |
| 10     | Lee Do-yeon         | KOR     | H4     | 55:42.91 | +10:02.86 |
| 11     | Sandra Graf         | SUI     | H4     | 55:45.74 | +10:05.69 |
| 12     | Suzanna Tangen      | NOR     | H4     | 57:38.97 | +11:58.92 |